# 科爾訥泰盧鄉
44°45′N 25°40′E / 44.750°N 25.667°E
科爾訥泰盧鄉（羅馬尼亞語：Comuna Cornățelu, Dâmbovița），是羅馬尼亞的鄉份，位於該國南部，由登博維察縣負責管轄，面積110平方公里，海拔高度164米，2007年人口1,578，人口密度每平方公里14人。